# لعطاطفة مشت الغندور (لعناترة)
لعطاطفة مشت الغندور هو دُوَّار يقع بجماعة سلفات، إقليم سيدي قاسم، جهة الرباط سلا القنيطرة في المملكة المغربية. ينتمي الدوّار لمشيخة لعناترة التي تضم 19 دوار. يقدر عدد سكانه بـ 359 نسمة حسب الإحصاء الرسمي للسكان والسكنى لسنة 2004.

## روابط خارجية
- البوابة الوطنية للجماعات الترابية نسخة محفوظة 12 مارس 2018 على موقع واي باك مشين.
- المندوبية السامية للتخطيط